# Kolonia Łojki
Kolonia Łojki [kɔˈlɔɲa ˈwɔi̯ki] é uma aldeia localizada na região administrativa da comuna de Blachownia, no condado de Częstochowa, voivodia de Silésia, no sul da Polônia.